# 三宅八幡駅
三宅八幡駅（みやけはちまんえき）は、京都府京都市左京区にある叡山電鉄叡山本線の駅。駅ナンバリングはE07。

## 歴史
- 1925年（大正14年）9月27日：京都電燈が経営する叡山電鉄平坦線の駅として開業[2]。
- 1942年（昭和17年）3月2日：京都電燈の鉄軌道事業を京福電気鉄道が承継、京福電気鉄道叡山本線の駅となる[2]。
- 1986年（昭和61年）4月1日：京福電気鉄道が叡山本線を叡山電鉄に譲渡、叡山電鉄叡山本線の駅となる[2]。

## 駅構造
相対式ホーム2面2線を持つ無人駅。出町柳駅行きホームには1両分程の長さの上屋があり、八瀬比叡山口駅行きホームの中ほどには小さな上屋を備えたベンチがある。柵や上屋の柱などは三宅八幡宮に因んで朱色に塗られている。主要な出入り口はホームの八瀬比叡山口駅側にあり、構内踏切（第1種甲。以前は第3種）もこちら側にあるが、出町柳駅方面行きホームの出町柳側にも小さな出入り口がある。
上下ともにバリアフリーには対応していない。ホームまで階段のみであり、車椅子等での利用には介助者が必要となる。

### のりば
| 番線 | 路線      | 方向 | 行先             |
| ---- | --------- | ---- | ---------------- |
| 北側 | ■叡山本線 | 下り | 八瀬比叡山口方面 |
| 南側 | ■叡山本線 | 上り | 出町柳方面       |

※案内上ののりば番号は割り当てられていない。

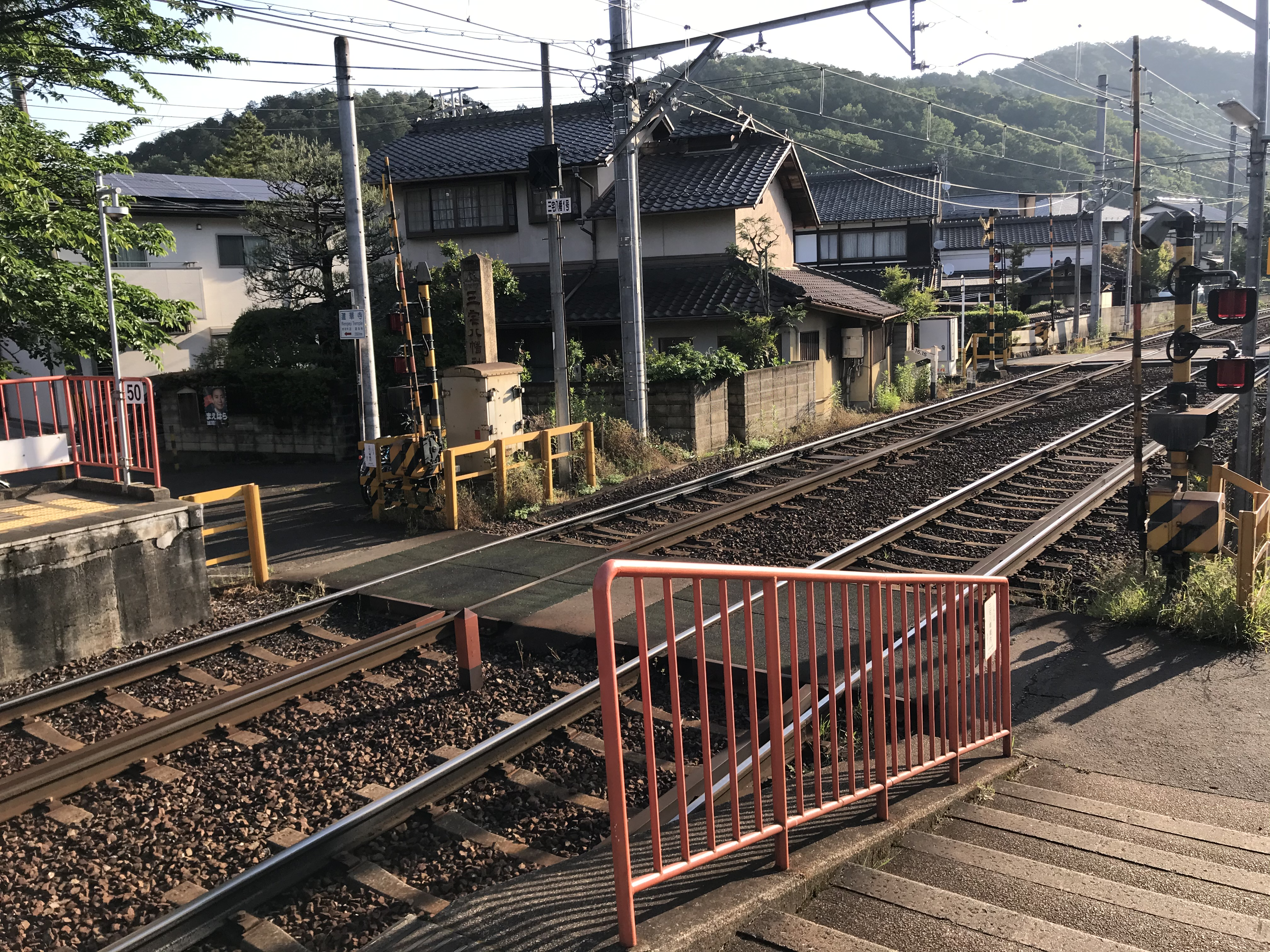
構内踏切（2020年5月）
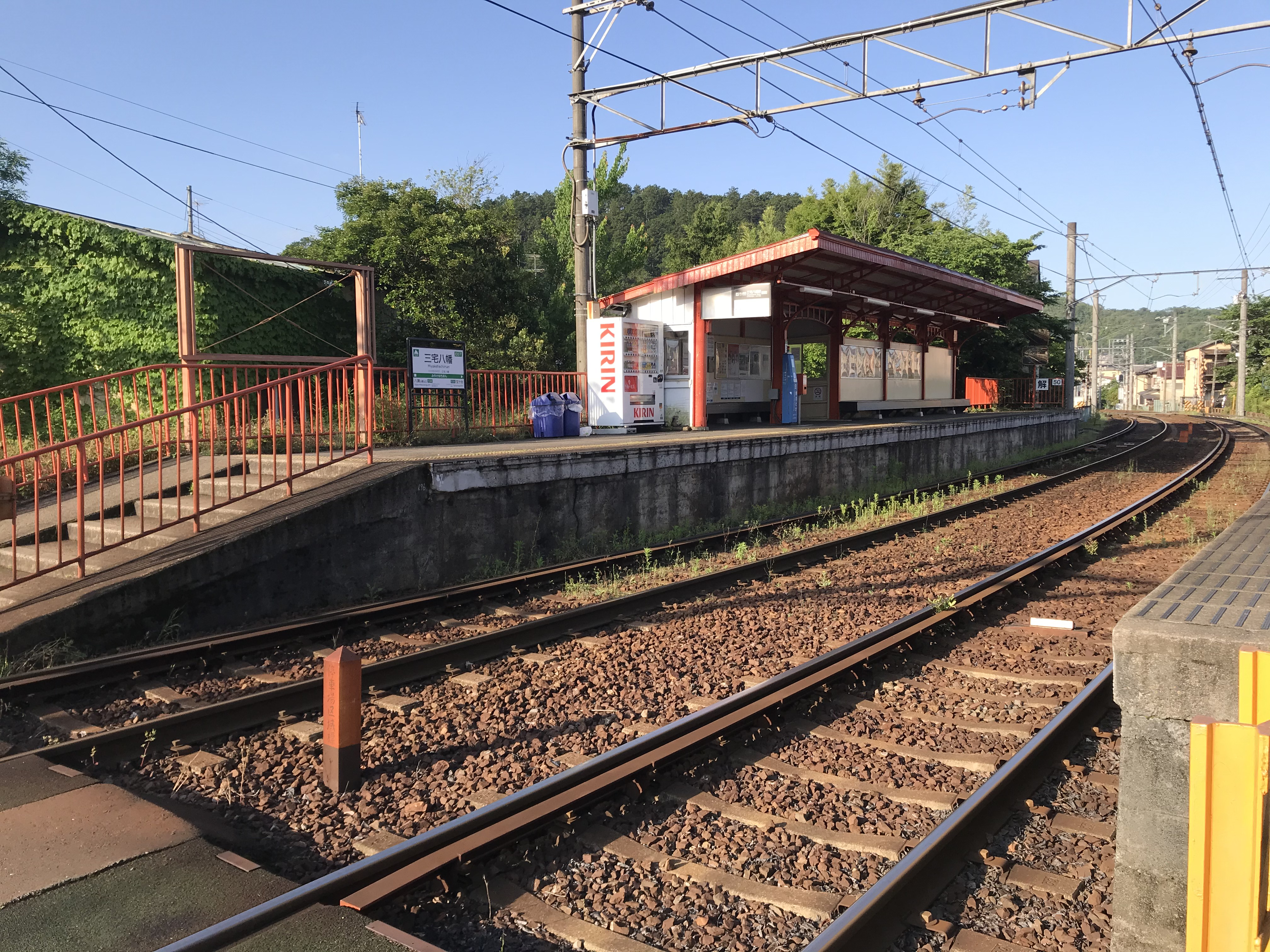
構内踏切から上り線ホームを眺める（2020年5月）

## 駅周辺
大原街道（国道367号）が 高野川を渡る三宅橋から100メートルほど南に入った所にある。周りは古くからの農家の面影を残す住居の混じる住宅地である。
- 宝幢寺
- 隣好院
- 栖賢寺
- 蓮華寺
- 三宅八幡宮 - 下記「その他」の項を参照。
- おかいらの森（小野瓦窯跡）[3]
- 京都市立上高野小学校
- 高野川
- 叡山電鉄上高野変電所 - 荒廃した古い屋内型変電所の建物が残っていたが、屋外変電所に改築されたため、旧変電所は取り壊された。

## バス路線
大原街道（国道367号）沿いに京都バス「三宅八幡」停留所があり、下記の路線が経由する。
北行
- 10系統：八瀬バイパス・大原・途中 経由朽木学校前行
- 16・17・18・19系統：大原行
- 19系統：大原・古知谷 経由 小出石行

南行
- 10系統：京阪出町柳駅行
- 16系統：京阪出町柳駅・三条京阪 経由 四条河原町行
- 17系統：高野橋東詰・京阪出町柳駅・三条京阪・四条河原町 経由 京都駅行
- 18系統：白川通り・東山通り・銀閣寺・清水寺 経由京都駅行（土曜・休日1便のみ）
- 19系統：国際会館駅行
- 八瀬駅・高野玉岡町 経由 高野車庫行

## その他
- 駅名の由来となった三宅八幡宮へは、鞍馬線の八幡前駅の方が近いが、三宅八幡宮への正式な参道（表参道）はこちら側からであり、駅前から北側に三宅八幡宮の朱塗りの大鳥居が見える。また、駅前には戦後すぐまでの神社名である「三宅八幡神社」と刻まれた石の社名標がある。

## 隣の駅
叡山電鉄
■叡山本線
宝ケ池駅 (E06) - 三宅八幡駅 (E07) - 八瀬比叡山口駅 (E08)
- 括弧内は駅番号を示す。